# Пико (Италия)
Вижте пояснителната страница за други значения на Пико.
Пѝко (на италиански: Pico) е малко градче и община в Централна Италия, провинция Фрозиноне, регион Лацио. Разположено е на 190 m надморска височина. Населението на общината е 3065 души (към 2010 г.).